# هیرو تی‌وی
هیرو تی‌وی (انگلیسی: Hiru TV)، پربیننده‌ترین کانال تلویزیونی در سری‌لانکا است که توسط رینور سیلوا (رئیس) تأسیس شده و متعلق به شرکت پخش آسیا است.